# Chiesa di San Michele Arcangelo (Campodimele)
La chiesa di San Michele Arcangelo è la parrocchiale di Campodimele, in provincia di Latina e arcidiocesi di Gaeta; fa parte della forania di Fondi.

## Storia
La chiesa di San Michele venne costruita nel secolo XI sulle fondamenta di un antico tempio pagano posto nella parte più alta del centro abitato.
Nel XVII secolo il luogo di culto venne interessato da un importante intervento di rimaneggiamento, in occasione del quale si provvide a rimodellare la facciata secondo i gusti seicenteschi e ad ampliare la navata.
La parrocchiale, che aveva subito dei danni durante alcuni eventi sismici, fu ripristinata e riaperta al culto nel 1939.
Nel 1990, in ossequio alle norme postconciliari, la chiesa venne dotata dell'ambone e dell'altare rivolto verso l'assemblea.

## Descrizione

### Esterno
La facciata a capanna della chiesa presenta al centro il portale d'ingresso, a cui s'accede mediante una rampa di scale, mentre sopra si apre un oculo; a coronamento del prospetto è il timpano di forma triangolare.
Annesso alla parrocchiale è il campanile a pianta rettangolare, la cui cella presenta su ogni lato una monofora ed è coperto dal tetto a quattro falde.

### Interno
L'interno dell'edificio si compone di un'unica navata, sulla quale si affacciano le cappelle laterali introdotte da archi a tutto sesto e le cui pareti sono scandite da lesene sorreggenti il cornicione sopra il quale si imposta la volta; al termine dell'aula si sviluppa l'ampio presbiterio, rialzato di qualche gradino e chiuso dalla parete di fondo piatta.
Qui sono conservate diverse opere di pregio, tra le quali un tabernacolo, costruito dalla scuola di Tommaso Malvito nel XV-XVI secolo, la statua lignea avente come soggetto Sant'Onofrio e la pala eseguita da Gabriele da Feltre sul finire del Cinquecento.